# Nivatogastrium
Genre
Nivatogastrium est un genre de champignons de la famille des Strophariaceae. Il contient quatre espèces nord-américaines et néo-zélandaises.

## Taxinomie
Le genre a été décrit en premier par les mycologues américains Rolf Singer et Alexander Hanchett Smith en 1959, qui établissent Nivatogastrium nubigenum (alors connu comme Secotium nubigenum Harkness) comme le type et seule espèces. En 1971, Egon Horak décrit les espèces Nivatogastrium baylisianum, Nivatogastrium lignicola et Nivatogastrium sulcatum de Nouvelle-Zélande.
Le nom générique est formé de deux mots, nivatus and gastrion. Le premier se réfère à la localité type, la Sierra Nevada en Californie, et au fait que la couleur du basidiocarpe mature devient blanche.

## Liste d'espèces
Selon Catalogue of Life (23 mars 2014) :
- Nivatogastrium baylisianum
- Nivatogastrium lignicola
- Nivatogastrium nubigenum
- Nivatogastrium sulcatum

Selon Index Fungorum (23 mars 2014) :
- Nivatogastrium baylisianum E. Horak 1971
- Nivatogastrium lignicola E. Horak 1971
- Nivatogastrium nubigenum (Harkn.) Singer & A.H. Sm. 1959
- Nivatogastrium sulcatum E. Horak 1971

Selon NCBI (23 mars 2014) :
- Nivatogastrium nubigenum